# 김상진 (축구인)
김상진(한국 한자: 金尙鎭, 1967년 2월 15일 ~ )은 K리그에서 활약했던 축구 선수이다.
럭키금성 / LG 치타스 (현 FC 서울)에서 1990-1994 시즌 동안 공격수로 활약하며 정규리그 83경기 출전 10득점, 4도움 / 리그컵 13경기 5득점, 1도움의 기록을 남겼다.
한편, 1994년 입단한 최용수의 성장으로 설 자리를 잃게 되자 그 해 시즌 후 1990년부터 1991년까지 LG(90년에는 럭키금성)에서 한솥밥을 먹은 차상광과의 맞트레이드를 통해 유공 유니폼을 입었으나 1996년 시즌을 끝으로 은퇴했다.